# ウビアーレ・クラネッツォ
ウビアーレ・クラネッツォ（伊: Ubiale Clanezzo  ( 音声ファイル)）は、イタリア共和国ロンバルディア州ベルガモ県にある、人口約1,400人の基礎自治体（コムーネ）。

## 地理

### 位置・広がり
ベルガモ県西部、ヴァル・ブレンバーナのコムーネ。県都ベルガモから北北西へ11km、州都ミラノから北東へ48kmの距離にある。

#### 隣接コムーネ
隣接するコムーネは以下の通り。
- アルメンノ・サン・サルヴァトーレ
- カピッツォーネ
- セドリーナ
- ストロッツァ
- ヴァル・ブレンビッラ
- ヴィッラ・ダルメ

### 地震分類
イタリアの地震リスク階級 (it) では、3 に分類される
。

## 行政

### 山岳部共同体
広域行政組織である山岳部共同体「ヴァッレ・ブレンバーナ山岳部共同体」  (it:Comunità montana della Valle Brembana)  （事務所所在地：ピアッツァ・ブレンバーナ）を構成するコムーネである。